# Berthelange
Berthelange település Franciaországban, Doubs megyében. Lakosainak száma 358 fő (2022. január 1.). Berthelange Mercey-le-Grand, Saint-Vit és Évans községekkel határos.

## Népesség
A település népességének változása:
| Lakosok száma | 104  | 169  | 193  | 254  | 303  | 309  | 330  | 350  | 356  | 358  |
|               | 1968 | 1982 | 1990 | 2006 | 2013 | 2015 | 2017 | 2019 | 2020 | 2022 |